# Kanda Kiyoo
Kanda Kiyoo (jap. 神田 清雄; † 9. Mai 1970) war ein japanischer Fußballspieler.

## Nationalmannschaft
1923 debütierte Kanda für die japanische Fußballnationalmannschaft. Er bestritt vier Länderspiele. Mit der japanischen Nationalmannschaft qualifizierte er sich für die Far Eastern Championship Games 1923 und 1925.